# Matteo da Cracovia
Matteo da Cracovia (Cracovia, 1335/1340 – Worms, 5 marzo 1410) è stato un cardinale e vescovo cattolico tedesco.

## Biografia
Il padre, di origine tedesca, era notaio e il nome della famiglia era probabilmente 'Ciaconiani'.
Dopo gli studi presso il convento cittadino di Santa Maria, Matteo frequentò l'Università Carolina di Praga, ottenendo il baccalaureato nel 1365, il magisterium nel 1367 e il dottorato in teologia nel 1381. Fu insegnante almeno fino al 1380. Nel 1378 fu preside della Facoltà delle Arti presso la stessa Università di Praga e di nuovo nel 1381. Come un delegato dell'università, intraprese nel 1379 un viaggio per visitare papa Urbano VI e la Curia romana, dove tenne un discorso davanti al Papa relativo ad un possibile programma di riforme.
Su richiesta di Roberto III, Re dei Romani, fu nominato vescovo di Worms il 19 giugno 1405 e consacrato il successivo 27 giugno. Fu ambasciatore del re germanico presso la corte papale.

## Opere
Matteo fu uno scrittore molto prolifico: oltre ad innumerevoli commenti della Bibbia, sermoni ed altre opere correlate, le sue maggiori opere furono:
- De consolatione theologia;
- De modo confitendi;
- De puritate conscientiae;
- De corpore Christi;
- De celebratione Missae.

Vengono a lui attribuite la De arte moriendi e la De praxi curiae Romanae (nota anche come De squaloribus curiae Romanae), anche se non vi è accordo tra gli studiosi.